# Thrixspermum pulchellum
Thrixspermum pulchellum là một loài thực vật có hoa trong họ Lan. Loài này được (Thwaites) Schltr. miêu tả khoa học đầu tiên năm 1911.